# Eveready Harton in Buried Treasure
"Buried Treasure" Featuring Eveready Harton, també coneguda com Pecker Island, és una curtmetratge d'animació per adults de dibuixos animats pornogràfics realitzat als Estats Units el 1928 o el 1929. Representa les aventures sexuals d'Eveready Harton (un joc de paraules amb "sempre preparat trempat"), el penis de la qual perpètuament excitat i còmic que sovint es desmarca i actua per si mateix. Al llarg de la pel·lícula, Eveready té una varietat de relacions sexuals, amb una dona, un home, un ruc i una vaca. La pel·lícula muda en blanc i negre de sis minuts i mig es va produir de manera anònima, segons es diu un projecte conjunt de tres estudis principals per a una festa privada de la indústria de l'animació.

## Trama
Una targeta de títol indica que Eveready ha escapat "d'una banda d'Amazens [sic]" amb "el seu tresor", acabant en una illa deserta. Eveready està dormint i es desperta amb dues mosques brunzint al voltant del cap del seu penis erecte. <lrs dispara, fent que el penis es desprengui i s'amagui breument. Després de tornar-lo a enganxar, mira al seu voltant amb prismàtics i observa gossos, serps i ocells fent sexe, després una dona es masturba amb un consolador. Va a ella, primer utilitzant una roda per sostenir el seu penis, després l'utilitza com a tercera cama.
La dona convida Eveready a acariciar-li el pit. Després de llepar-lo i estrènyer-lo, li llença llet a la boca, que li dona la benvinguda. Els seus llavis s'estenen per besar el cap del penis d'Eveready. Intenta penetrar-li la vagina, però no pot fer-ho perquè està bloquejada: es treu un despertador i una sabata abans de poder fer-ho. El penis és trencat sobtadament per un cranc, i s'extreu i fuig, amb el cranc aferrat a ell per la seva urpa. Eveready corre darrere del penis, que finalment es desfà del cranc ejaculant-hi, i es torna a unir a ell.
Eveready veu una dona coberta fins a les espatlles per un gran munt de sorra. "Enterra" el seu penis a la pila de sorra, que cau, revelant que en realitat ha penetrat a un ancià que estava mantenint sexe amb la dona sota la sorra. Eveready fuig, però el seu penis està atrapat dins del vell, arrossegant-lo darrere. Amb una mica d'esforç, treu el penis i, a continuació, torna a donar forma a l'òrgan doblegat.
Eveready s'acosta a un home que té relacions sexuals amb un ruc i el desafia a una lluita amb espases amb els seus penis. Guanya mossegant la cama de l'altre home, que se'n va coix. L'ase convida Eveready a fer-se càrrec, però s'allunya d'un salt mentre ell salta per penetrar-lo, fent-lo caure sobre un cactus, incrustant espines al seu penis, que ha d'extreure.
"Desanimat i descoratjat", Eveready s'adona d'una tanca de fusta amb una vaca a l'altre costat. Passa el seu penis per un forat de la tanca, i la vaca el llepa amb ganes, al seu plaer.

## Història
Segons el llibre de Karl F. Cohen de 1997, Forbidden Animation: Censored Cartoons and Blacklisted Animators in America, es rumorejava que els laboratoris cinematogràfics dels Estats Units es van negar a processar la pel·lícula i s'havia de desenvolupar a Cuba. Els artistes són desconeguts, però un rumor generalitzat diu que el grup d'animadors famosos va crear la pel·lícula per a una festa privada en honor a Winsor McCay. L'animador de Disney Ward Kimball va donar el següent relat de la història del curt:
| « | El primer dibuix animat porno es va fer a Nova York. Es deia "Everady Harton" i es va fer a finals dels anys 20, mut, per descomptat, per tres estudis. Cadascú en va fer una secció sense dir als altres estudis què feien. L'estudi A va acabar la primera part i va donar l'últim dibuix a l'estudi B […] Hi van participar Max Fleischer, Paul Terry i l'estudi Mutt and Jeff. No van veure el producte acabat fins a la nit del gran espectacle. Un parell de nois que eren allà em diuen que les rialles gairebé van fer volar la part superior de l'hotel on l'estaven projectant. | » |

Quan una còpia del curt es va projectar a San Francisco a finals de la dècada de 1970, les notes del programa es van atribuir a l'animació a George Stallings, George Cannata, Rudy Zamora, Sr., i Walter Lantz. El curt circulava de manera informal, només es mostrava en petits festivals o festes underground, fins a l'any 2002 quan es va incloure a la recopilació The Good Old Naughty Days.